# Ranunculus dichotomus
Ranunculus dichotomus Moc. & Sessé ex DC. – gatunek rośliny z rodziny jaskrowatych (Ranunculaceae Juss.). Występuje naturalnie w Peru i Ekwadorze. 

## Morfologia
PokrójBylina o nagich pędach. Dorasta do 20–40 cm wysokości.
LiścieSą podwójnie lub potrójnie pierzastosieczne. W zarysie mają podłużny kształt, złożone z liniowych segmentów. Mierzą 4–8 cm długości. Wierzchołek jest ostry.
KwiatySą zebrane po 2–3 w wierzchotkach. Rozwijają się na szczytach pędów. Są żółtego koloru. Działki kielicha są podłużne. Mają 5 odwrotnie owalnych płatków.

## Biologia i ekologia
Rośnie na skalistym i trawiastym terenie. Występuje na obszarze górskim na wysokości około 3300 m n.p.m.